# Кавалло, Джимми
Джимми Кавалло (англ. Jimmy Cavallo); 14 марта 1927, Сиракьюс, Нью-Йорк , США — 2 декабря 2019, Помпано-Бич, Флорида, США) — американский блюзовый , вокалист, саксофонист и автор песен. Номинант Blues Music Awards в номинации «Альбом — возвращение» (2003) . Наиболее известен по выступлению со своей группой в фильме 1956 года «Рок, рок, рок» диджея-новатора музыки Алана Фрида. Джимми Кавалло и его группа Houserockers были первой белой группой, выступившей в афроамериканском театре «Аполло» в Гарлеме.

## Биография
Джимми Кавалло родился в Сиракьюзах, штат Нью-Йорк в 1927 году. В начале 40-х начал слушать биг-бэнды Томми Дорси, Гарри Джеймса, Гленна Миллера, Каунта Бейси и Дюка Эллингтона.
Во время обучения в старшей школе в Сиракьюзах в начале 1940-х годов, он играл в свинг-бэнде, играя гармонию на третьем альт-саксофоне. Уже тогда он понимал, что игра на гармонии — не его, и хотел играть мелодическую линию, петь и руководить группой. Образцом для него стал Луи Джордан, играющий в небольшом комбо, играющий на саксофоне и поющий. Кавалло начал покупать пластинки Луи Джордана и разучивать эти песни, а также другие записи небольших групп типа групп Диззи Гиллеспи, Чарли Паркера, Арта Блейки, и вскоре переключился на тенор-саксофон. Как говорил сам музыкант «Так я освоил весь свой саксофон — больше на слух, чем по нотам». Когда Кавалло было около 16 лет, он сформировал свою собственную группу Jimmy Cavallo Quintet, но единственной работой, которую они получали, были игры на местных итальянских (а также иногда на польских, еврейских или ирландских) свадьбах. 
В 1944 году Второй мировой войны отправился на службу в Военно-морской флот США, служил в Северной Каролине и Вашингтоне, округ Колумбия. Проводил свободное время в клубах для чернокожих, слушая блюз и играя с восходящими звёздами того, что вскоре стало называться ритм-н-блюзом, а позже — рок-н-роллом. После увольнения в 1947 году Кавалло стал гастролировать по Каролине с группой под названием Jimmy Cavallo And The House Rockers, сформированной в 1948 году и ставшей одной из первых в мире белых R&B-групп. Они играли мелодии Уайнони Харриса, Луи Джордана и Пола «Хаклбака» Уильямса, а также собственные композиции. В 1949 году стали резидентами в танцевальном клубе Bop City в Каролина-Бич, который собирал большое количество посетителей. Кавалло утверждал, что именно он и его группа в то время создали популярный танец The Shag, в 2004 году ставший государственным танцем Южной Каролины в 1984 году и Северной Каролины в 2005 году. Своими выступлениями на сегрегированном Юге группа Кавалло познакомила с R&B белую аудиторию, которой не разрешалось посещать чёрные клубы. В конце 1949 года Кавалло вернулся в Сиракьюзы и приобрёл большую популярность у местной публики, собирая полные залы в клубах города. «Кавалло играет музыку, которая впоследствии стала называться рок-н-роллом, с конца 1940-х годов. Именно тогда, сразу после демобилизации из армии, он сформировал группу, игравшую жёсткий ритм-н-блюз в белых клубах прибрежной Северной Каролины. Звучание было чётким и с акцентом на духовые инструменты, вдохновлённым такими основоположниками афроамериканского R&B, как Луи Джордан и Уайнони Харрис». В 1951 году он записал два сингла для местного лейбла BSD, и на них обоих был представлен «зародышевый» рок-н-ролл, который в то время не играла практически ни одна белая группа на Восточном побережье.  
В августе 1956 года группа Кавалло Houserockers играла в клубе Brooklyn Paramount с Фэтсом Домино и Биг Джо Тёрнером после чего они появились в фильме Алана Фрида Vanguard Rock, Rock, Rock, в котором они исполнили заглавную песню и еще одну мелодию под названием «The Big Beat». Фильм был выпущен 5 декабря 1956 года, и Houserockers выступали в Гарлемском театре Apollo для рекламы фильма. В 10-дневном расширенном концерте Houserockers были дополнены большой группой ветеранов оркестров Дюка Эллингтона и Каунта Бейси, во главе с Сэмом «The Man» Тейлором. Выступление в Apollo в декабре 1956 года закрепило за Houserockers статус первого белого рок-н-ролльного коллектива, выступившего в знаменитом театре Apollo (Бадди Холли сыграет там лишь в 1957 году). В 1959 году Алан Фрид снял их ещё в одном фильме, Go, Johnny, Go. Записав 12 треков для Coral Records, они записывались затем на лейблах Sunnyside и Hand в 1959 году, Darcy в 1963 году и Romar в 1965 году и много гастролировали.  
В 1968 году переехал во Флориду, где нашёл несколько дневных подработок, в выходные выступая в клубах. 
Гастролировал с группой по США, неизменно давая один или два концерта в году в Сиракьюзах, и даже спустя 65 лет после 1950-х он всё ещё мог заполнить клуб в Сиракьюзах поклонниками, которые ходили на его концерты в начале 1950-х. В 2002 году вместе с группой Ron Spencer & Jumpstart выпустил свой единственный студийный сольный альбом, и с ним в 2003 году претендовал на звание альбома-возвращения года Blues Music Awards. Альбом также получил восторженную рецензию в язвительном рок-журнале Creem . В конце концов, пластинка попала в Европу, и после многих лет выступлений в Америке, Кавалло наконец дал свой первый концерт в Великобритании 22 ноября 2002 года на фестивале Rhythm Riot в городе Рай, Англия. 
С 2006 по 2013 год Кавалло выступал каждую пятницу и субботу вечером в клубе Timpano Chophouse в Форт-Лодердейле, где он постоянно жил, и затем по выступал по субботам и понедельникам в клубе Blue Jeans Blue Форт-Лодердейле вплоть до марта 2019 года. 
2 декабря 2019 года Джимми Кавалло умер в 92-летнем возрасте от застойной сердечной недостаточности, осложнившейся пневмонией.
«Джимми Кавалло намного опередил своё время и был одним из настоящих пионеров ритм-энд-блюза, который впоследствии перерос в рок-н-ролл. Называйте это как хотите: законодатель мод, первопроходец, пионер… Джимми Кавалло был настоящим героем».

## Дискография
- 2002: Jimmy Cavallo With Ron Spencer & Jumpstart — The Houserocker! (Blue Wave)
- 2004: Rock The Joint! The Collection 1951-1973 (Blue Wave, сборник)
- 2021: Rocks (Bear Family Records, сборник)